# Joseph Achten
Joseph Maria Johann Nepomuck Achten (* 1822 in Graz, Steiermark; † 10. November 1867 in Meran, Tirol) war ein österreichischer Porträt- und Genremaler, der vor allem in Graz und Berlin tätig war.

## Leben
Achten, Sohn des österreichischen Militär-Ökonom-Adjunkts August Achten und dessen Ehefrau Antonie, geborene Lögel, erhielt seine erste künstlerische Ausbildung in den Jahren 1833 bis 1836 am Städelsches Kunstinstitut in Frankfurt am Main. Danach besuchte er das Collegium Carolinum in Braunschweig, wo er das Fach Kunstmalerei belegte. 1839 immatrikulierte er sich an der Königlichen Akademie der Bildenden Künste in München. 1841/1842 studierte er an der Kunstakademie Düsseldorf. Am 19. Juli 1849 heiratete er in Althaldensleben Johanne Overbeck, die Tochter des Landrentmeisters und Hofrates Karl Ludwig Overbeck, die 1850 den Sohn Felix Karl August gebar. Die Ehe wurde 1853 geschieden.
Achten wirkte lange Zeit in seiner Vaterstadt Graz. Ab 1853 führten ihn Auftragsarbeiten für Porträts in verschiedene deutsche Städte. Ab 1866 lebte er in Berlin. 1867 verstarb er an einem Lungenleiden in Meran, wohin er sich zur medizinischen Behandlung und Erholung begeben hatte.
Infolge seiner Farbenblindheit (Farbsinnstörung bei der Unterscheidung von Rot und Grün) wandte sich Achten der Grisaillemalerei zu, die er in Kreide und Öl ausführte.